# Geomyphilus insolitus
Geomyphilus insolitus är en skalbaggsart som beskrevs av Brown 1928. Geomyphilus insolitus ingår i släktet Geomyphilus och familjen Aphodiidae. Inga underarter finns listade i Catalogue of Life.